# Феліпе Гуаман Пома де Аяла

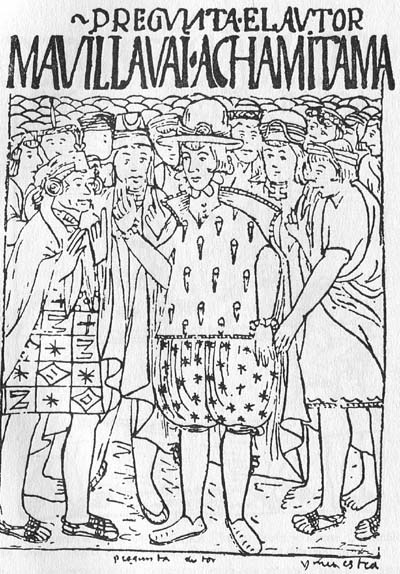
Феліпе Гуаман Пома де Аяла – автопортрет, (постать в центрі)

Феліпе Гуаман Пома де Аяла (ісп. Felipe Guamán Poma de Ayala) — автор знайденої в XX столітті ілюстрованої хроніки El Primer Nueva Coronica y Buen Gobierno («Перша нова хроніка та добре правління»).

## Біографія
Феліпе Гуаман Пома де Аяла був невідомим до виявлення хроніки. Хроніка була знайдена у королівській копенгагенській бібліотеці у 1909 році. Першу факсимільну публікацію виконав паризький етнографічний інститут у 1936 році. Хроніка написана іспанською мовою, з сильним впливом мов кечуа, аймара та латинської мови. Важливе джерело з історії народу Тауантінсуйу (інків).
Цей представник аристократичного роду Південного Перу був сином Мартіна Гуамана та Кусі Окльо, яка походила від Інки Тупака Юпанкі. Ім'я Феліпе Гуаман Пома де Аяла походить від тотемних тварин провінції Уануко. Народився, як припускають, у Сан-Крістобалі де Сунтунту між 1534 і 1536 pоками (Іноді згадується 1550 рік). Був похрещений на ім'я Феліпе, іспанське ім'я взяв у колоніста, близького до його родини. Виховувався іспанцями, вивчивши в юності іспанську мову, служив перекладачем у місіонерів. У 1594 чи 1595 році був призначений корехідором (судова посада) Луканаса та керував кількома поселеннями. У колоніальних архівах збереглися матеріали судових розглядів за його участю: Пома де Аяла намагався відсудити землі у долині Чупас, які, за його твердженням, були родовим доменом. Близько 1600 року він був позбавлений всього майна та посади. Більше достовірних відомостей про нього не збереглося.

## «Перша нова хроніка та добре правління»
Єдиною працею Поми де Аяли є хроніка El Primer Nueva Coronica y Buen Gobierno (замість crónica — corónica), що ніколи не публікувалася за його життя. Рукопис на 1180 аркушах мав 398 ілюстрації в примітивістському стилі. Праця була почата наприкінці XVI ст. й закінчена близько 1615 року. Хроніка є важливим джерелом, що відображає індіанську думку на минуле Перу та іспанське завоювання, а також містить родоводу Інків та інші відомості. Рукопис був присвячений королю Філіпу III, копію, відправлену до Іспанії, було втрачено. Єдиний рукописний примірник праці Поми де Аяли зберігається у Королівській бібліотеці Копенгагена.

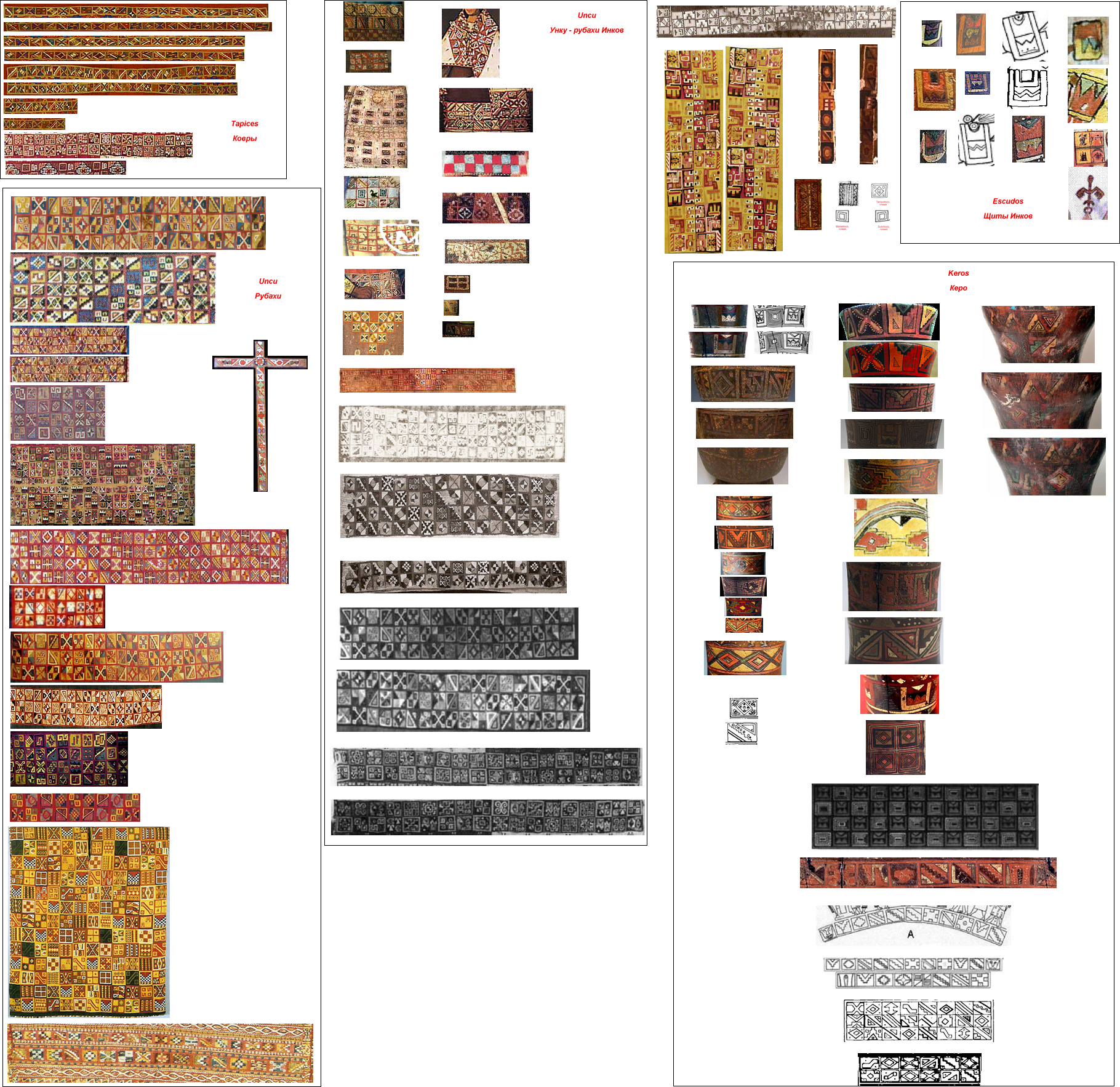
Токапу на інкських сорочках, плащах, килимах, вазах керо; щити інків

Текст хроніки Поми де Айяли демонструє еволюцію його світогляду. У вступі він характеризує себе як «старця-мандрівника 80 років», який описав останні роки існування держави Інків. Також він зазначає, що служив перекладачем священика Хуана де Альборноса при викоріненні руху Такі Онкой (1560). Цікаво, що в цей період Пома де Аяла був цілковито лояльний до політики колоніальної влади, і лише після початку послідовної «боротьби з язичництвом», яку вів архієпископ Торібіо де Могровехо, Пома де Аяла став протиставляти «зіпсованим звичаям сучасності» перуанське минуле. Крім того, на творчість Поми де Аяли вплинула робота місіонера-францисканця Луїса Херонімо де Оре (автора «Symbolo Catholico Indiano»), який розглядав історію індіанців як добре знаряддя навернення їх до католицизму.
Для хроніки Поми де Аяли характерні такі особливості:
- Відсутність зв'язного викладу. Матеріали хроніки найрізноманітніші: від опису історичних подій, до викладу перуанського фольклору, чуток, анекдотів тощо.
- Автор наголошує на несправедливості колоніального режиму, стверджуючи, що Бог дав Перу насамперед перуанцям. (Водночас він сподівався, що йому, представнику другорядного роду, іспанське завоювання допоможе підвищити соціальний статус).
- Пома де Аяла прагне довести, що він, провінційний аристократ та походить із роду Інків у Куско.
- Наявна величезна кількість запозичень із кечуа та аймару в іспанському тексті.
- Автор не дотримувався правил іспанської орфографії на той час і не розділяв слів.

Рукопис Поми де Аяли опинився в Копенгагені близько 1660 року і був виявлений лише 1908 року німецьким науковцем Ріхардом Пічманном. Факсимільне видання було опубліковано в Парижі 1936 р., відомим американістом Полем Ріві. У 1980 році рукопис був знову опублікований за редакцією Джона Мурра в Мехіко під назвою "Nueva crónica y buen gobierno ". 2001 року оригінал рукопису був оцифрований і став доступним для всіх.
«Нова Хроніка та Добре Правління» включені до переліку об’єктів реєстру «Пам’ять світу» ЮНЕСКО.